# Spudaea pallida
Spudaea pallida är en fjärilsart som beskrevs av Heinrich. Spudaea pallida ingår i släktet Spudaea och familjen nattflyn. Inga underarter finns listade i Catalogue of Life.